# Thaís Duarte Guedes
Thaís Duarte Guedes (* 20. Januar 1993 in São Paulo), oft auch Thaisinha genannt, ist eine brasilianische Fußballspielerin.

## Karriere

### Verein
Nach mehrjährigem Ballettunterricht konnte Thaís noch als Kind ihre Eltern von ihrem Wunsch zum Fußballsport überzeugen und spielte danach erfolgreich in gemischten Jugendfußballmannschaften ihres Heimatstaates. Als Nachwuchsspielerin beim CA Juventus wurde sie 2008 erstmals in die Jugendauswahl Brasiliens berufen. Als Fünfzehnjährige wurde sie vom damaligen Nationaltrainer Kleiton Lima in die Mannschaft des Santos FC gelotst, in der sie schnell zu einer Stammkraft des ersten Kaders avancierte. Nach der Auflösung des Frauenkaders 2011 wechselte Thaís gemeinsam mit ihrer Mannschaftskameradin Bia Zaneratto nach kurzen Engagements bei diversen brasilianischen Clubs im Frühjahr 2013 zu den Incheon Hyundai Steel Red Angels in die südkoreanische WK-League.
Am 21. Januar 2020 wurde die Rückkehr von Thaisinha zum Santos FC bekannt gegeben.

### Nationalmannschaft
Ab 2008 wurde Thaís regelmäßig in den Kader der Selecão feminino im U17-Bereich berufen, die sie 2010 als Spielführerin zum Titelgewinn der Südamerikameisterschaft im eigenen Land führte. Noch im Dezember desselben Jahres ist sie unter ihrem Entdecker Kleiton Lima zu ihren ersten Einsätzen im A-Kader der Nationalelf anlässlich des Vier-Nationen-Turniers in ihrer Heimatstadt São Paulo gekommen. Anschließend gehörte sie der Auswahl zu den Turnieren der Weltmeisterschaft 2011 in Deutschland, der XVI. Panamerikanischen Spiele in Guadalajara und der XXX. Olympischen Spiele in London an.
2012 lief Thaís noch einmal für die Nachwuchsauswahl der U20 auf. Seit dem Spätjahr 2015 wird sie wieder verstärkt für den ersten Kader der Nationalelf berücksichtigt.

## Erfolge
Nationalmannschaft:
- Südamerikameisterin: 2018
- Silbermedaille bei den Panamerikanischen Spielen: 2011
- Siegerin des Vier-Nationen-Turniers in Brasilien: 2010, 2012, 2013, 2015, 2016
- Siegerin des Vier-Nationen-Turniers in China: 2017
- U-20-Südamerikameisterin: 2012
- U-17-Südamerikameisterin: 2010

FC Santos:
- CONMEBOL Copa Libertadores: 2009, 2010
- Brasilianische Pokalsiegerin: 2009
- Staatsmeisterin von São Paulo: 2010
- Staatspokal von São Paulo: 2024

Acadêmica Vitória: 
- Staatsmeisterin von Pernambuco: 2012

Incheon Red Angels:
- Südkoreanische Meisterin: 2013, 2014, 2015, 2016, 2017, 2018, 2019

Individuell:
- Torschützenkönigin der Copa do Brasil: 2011, 2012
- Torschützenkönigin der Staatsmeisterschaft von Rio de Janeiro: 2010